# Olympische Jugend-Sommerspiele 2018/Teilnehmer (Senegal)
| Gelbes Symbol für Goldmedaillen mit stilisierten Olympischen Ringen | Graues Symbol für Silbermedaillen mit stilisierten Olympischen Ringen | Braundes Symbol für Bronzemedaillen mit stilisierten Olympischen Ringen |
| ------------------------------------------------------------------- | --------------------------------------------------------------------- | ----------------------------------------------------------------------- |
| —                                                                   | —                                                                     | —                                                                       |

Die Jugend-Olympiamannschaft aus dem Senegal für die III. Olympischen Jugend-Sommerspiele vom 6. bis 18. Oktober 2018 in Buenos Aires (Argentinien) bestand aus vier Athleten.

## Athleten nach Sportarten

### Fechten
Jungen
- Moustapha Coly
Säbel Einzel: 15. Platz

### Leichtathletik
Mädchen
- Maty Diop
100 m: 23. Platz

### Schwimmen
| Mädchen - Ramatoulaye Kamara 50 m Freistil: 43. Platz 50 m Brust: 38. Platz | Jungen - Amadou Ndiaye 400 m Freistil: 31. Platz 800 m Freistil: 25. Platz |